# Summitul NATO de la Praga din 2002
Summitul NATO de la Praga din 2002 a fost un summit NATO ținută la Praga, Republica Cehă. Cu ocazia summitului, șapte noi state au fost invitate să adere la NATO: Bulgaria, Estonia, Letonia, Lituania, România, Slovacia, Slovenia. La summit a avut loc, de asemenea, reamintirea posibilității altor membrii de a adera la Alianță. La summit va fi creată o Forță de Reacție a NATO, care va deveni operațională în urma summitului de la Riga din 2006.